# Opoku Ampomah
Nana Opoku Ampomah (Tema, 2 januari 1996) is een Ghanees voetballer die bij voorkeur als middenvelder speelt. Hij tekende in 2019 bij Fortuna Düsseldorf. Sinds oktober 2020 speelt hij op huurbasis bij Royal Antwerp.

## Clubcarrière

### Waasland-Beveren
Ampomah speelde in de jeugd bij Prisco Minis, Santos Academy en Bravo Bravo. Nadat hij in 2016 een halfjaar meetrainde met de A-kern van KV Mechelen, legde Waasland-Beveren hem in in juli van dat jaar voor drie seizoenen vast met optie op een extra jaar. Op 30 juli 2016 debuteerde hij in de Eerste klasse A tegen Sporting Charleroi. De Ghanees startte in de basiself en werd na 79 minuten vervangen door Jens Cools. Op 21 september 2016 volgde zijn tweede basisplaats in het bekerduel tegen KFC Oosterzonen Oosterwijk. In de reguliere competitie zou het echter bij die ene basisplaats blijven in zijn debuutseizoen, hoewel Ampomah via invalbeurten wel 13 van de 30 competitiewedstrijden raakte. Pas op de slotspeeldag van Play-off 2 kreeg hij opnieuw een basisplaats. Ampomah bedankte trainer Cedomir Janevski met twee doelpunten tegen Union Sint-Gillis, meteen goed voor zijn eerste twee doelpunten in loondienst van Waasland-Beveren.
Het was pas onder trainer Philippe Clement dat Ampomah in het seizoen 2017/18 doorbrak. Ook onder diens opvolger Sven Vermant bleef Ampomah een vaste waarde als linksbuiten. Ampomah miste ditmaal geen enkele wedstrijd in de reguliere competitie, waarin hij afklokte op zeven doelpunten en drie assists. In Play-off 2 deed hij er nadien nog een doelpunt bij. Ampomah bevestigde in het seizoen 2018/19 door dat seizoen in dertig wedstrijden acht goals en zeven assists af te leveren. Het leverde hem naast Chinese en Egyptische interesse ook de interesse op van Club Brugge, waar Philippe Clement toen net was aangesteld als trainer. Ampomah koos uiteindelijk voor Fortuna Düsseldorf, waar hij het vertrek van Benito Raman naar Schalke 04 moest opvangen. Het transferbedrag schommelde rond de vier miljoen euro.

### Fortuna Düsseldorf
Ampomah kwam bij zijn officiële debuut voor Düsseldorf, in een bekerwedstrijd tegen vijfdeklasser FC 08 Villingen, meteen tot scoren. De Ghanees liep tijdens die wedstrijd echter ook een blessure aan de adductoren op, waardoor hij pas eind september zijn debuut kon maken in de Bundesliga in de thuiswedstrijd tegen SC Freiburg. Het werd een moeilijk seizoen voor Ampomah en Dūsseldorf waarbij de club uiteindelijk degradeerde naar de 2. Bundesliga.

### Royal Antwerp
Ampomah kwam weinig aan spelen toe bij Fortuna Düsseldorf en werd daarop in oktober 2020 verhuurd aan Royal Antwerp voor twee seizoenen met een aankoopoptie.

## Clubstatistieken
| Seizoen                     | Club               | Land      | Competitie         | Competitie | Competitie | Beker | Beker | Internationaal | Internationaal | Totaal | Totaal |
| Seizoen                     | Club               | Land      | Competitie         | Wed.       | Dlp.       | Wed.  | Dlp.  | Wed.           | Dlp.           | Wed.   | Dlp.   |
| --------------------------- | ------------------ | --------- | ------------------ | ---------- | ---------- | ----- | ----- | -------------- | -------------- | ------ | ------ |
| 2016/17                     | Waasland-Beveren   | België    | Jupiler Pro League | 18         | 2          | 2     | 0     | —              | —              | 20     | 2      |
| 2017/18                     | Waasland-Beveren   | België    | Jupiler Pro League | 36         | 8          | 2     | 1     | —              | —              | 38     | 9      |
| 2018/19                     | Waasland-Beveren   | België    | Jupiler Pro League | 30         | 8          | 0     | 0     | —              | —              | 30     | 8      |
| 2019/20                     | Fortuna Düsseldorf | Duitsland | Bundesliga         | 12         | 0          | 4     | 2     | —              | —              | 16     | 2      |
| 2020/21                     | Fortuna Düsseldorf | Duitsland | 2. Bundesliga      | 1          | 0          | 1     | 0     | —              | —              | 2      | 0      |
| 2020/21                     | Royal Antwerp      | België    | Jupiler Pro League | 15         | 1          | 2     | 0     | 7              | 0              | 24     | 1      |
| 2021/22                     | Royal Antwerp      | België    | Jupiler Pro League | 0          | 0          | 0     | 0     | 0              | 0              | 0      | 0      |
| Totaal                      | Totaal             | Totaal    | Totaal             | 112        | 19         | 11    | 3     | 7              | 0              | 130    | 22     |
| Bijgewerkt t/m 16 mei 2021. |                    |           |                    |            |            |       |       |                |                |        |        |

2 Corbanie ·
3 B. Engels ·
4 Riedewald ·
5 Deman ·
6 Odoi ·
7 Kerk ·
8 Praet ·
9 Chery ·
10 Balikwisha ·
14 Valencia ·
18 Janssen ·
20 Doumbia ·
22 Adekami ·
23 Alderweireld  ·
25 Bataille ·
26 Bozhinov ·
30 Scott ·
33 Van den Bosch ·
46 Smits ·
54 Renders ·
75 Verstraeten ·
81 Devalckeneer ·
91 Lammens ·
Coach: Andries Ulderink